# José Fernandes da Silva Jr.
José Fernandes da Silva Junior (nascido em Belo Horizonte, Minas Gerais, Brasil, em 5 de agosto de 1962) é professor, advogado, jornalista e conhecido principalmente por ser o criador e apresentador do Portal do José, um canal de análises políticas e sociais no Youtube. Assim, seu canal reúne aproximadamente 1.000.000 (um milhão) de inscritos, bem como mais de 400.000.000 (quatrocentos milhões) de visualizações, sendo um dos principais canais progressistas da plataforma. 

## Biografia

### Início da vida e educação
Filho mais velho, dentre 5 irmãos nascidos na cidade de Belo Horizonte/MG, do advogado José Fernandes da Silva e Josefina Coutinho, estudou em escolas públicas até o segundo grau quando a família se muda para o Rio de Janeiro/RJ em 1980. Ao chegar na cidade começa a trabalhar como balconista e entregador de uma papelaria pertencente a um tio. Durante o dia trabalhava e a noite frequentava curso pré-vestibular  no bairro de Madureira, no subúrbio da cidade.
Presta vestibular para o curso de Meteorologia na UFRJ e depois para o curso de Física, também na mesma universidade, sendo aprovado em ambas. No entanto, não se adapta aos cursos em função de não conseguir conciliar as tarefas de trabalho com os estudos. 
Em 1982 é contratado por uma multinacional de alimentos e, após trabalhar durante 3 anos, presta vestibular para o curso de Direito na UFRJ, onde poderia conciliar o estudo a noite e o trabalho durante o dia.
No curso de Direito em uma instituição com tradição em formação de grandes juristas, escritores e líderes políticos, mão demorou para começar a se interessar pela vida política no movimento estudantil, se elegendo por 4 mandatos como membro-coordenador do CACO (Centro Acadêmico Cândido de Oliveira). Seu interesse pela política em meio ao processo de redemocratização do Brasil após a Ditadura Militar o fez participar também das lutas sindicais dos comerciários com os quais convivia no ambiente de trabalho. 
Após o início do curso de Direito, muda de emprego passando a trabalhar nos anos seguintes como assistente nos departamentos jurídicos nos Sindicatos Metalúrgicos, no Sindicato dos Urbanitários e no Sindicato dos Aeroviários, todos do Rio de Janeiro. Durante os anos na graduação, em meio aos movimentos políticos por eleições diretas no Brasil, José liderou várias manifestações estudantis. 

### Carreira
Após ter se formado como advogado, é convidado para integrar o Núcleo de Terras da Secretaria de Assuntos Fundiários no segundo governo de Leonel Brizola, onde passa a trabalhar na defesa de trabalhadores em assentamentos rurais e quilombolas ao lado de Defensores Públicos, técnicos e especialistas visando a regularização jurídica de suas comunidades e a posse das terras. 
Em 1994 após cursar mestrado em Ciências Penais na UFRJ, passa a dar aulas em direito Penal, Constitucional e Ciência Política nas faculdades UNIG – Universidade Iguaçu, nos municípios de Nova Iguaçu (RJ) e São João do Meriti (RJ), UCAM – Universidade Cândido Mendes em Niterói (RJ) e Ipanema (RJ).
Em 1995 é convidado para trabalhar na Fundação Roquette Pinto que gerenciava a TV Educativa no Brasil. Após 2 anos, assume a Chefia do Departamento Jurídico nacional da rede. Em 1998 sai da Fundação e cria o programa Direito em Debate que visava esclarecer dúvidas sobre o direito e estimular debates sobre o exercício da cidadania. O programa começou a ser exibido ao vivo num canal de TV a cabo (NET) e recebeu o apoio da OAB-RJ, e posteriormente da CAARJ (Caixa de Assistência dos Advogados do RJ), Editora Forense, Universidade Cândido Mendes e Ministério do Trabalho.
Diante do sucesso, o programa acabou migrando para a grade de programação da TVE – Brasil onde foi exibido por 12 anos em rede nacional. Com duração de uma hora em horário nobre o programa teve a participação dos principais nomes da vida política e jurídica do país.
Como pioneiro na criação da TV Justiça em Brasília, teve o programa Direito em Debate como o primeiro programa a ser incluído na grade de programação da TV por 3 vezes ao dia. A partir da criação da TV Justiça em 2002, cria os programas MP Cidadão (MPRJ) e o Fala Defensor (DPRJ). Ao todo foram mais de 2000 programas levados ao ar.
Em 2009, cria o Espaço Lapa Café, restaurante, cervejaria e centro cultural que funciona até o ano de 2021. 

### Portal do José
Insatisfeito com o a situação política do país, sobretudo pelo número crescente de canais que disseminavam informações falsas, resolve criar seu próprio canal no Youtube, Portal do José.
O canal rapidamente começa a receber muitas visualizações e inscritos, o que fez José Fernandes receber o premio iBest como melhor influenciador de política do Brasil.